# Brooklynski most
Brooklynski most, engl. Brooklyn Bridge, prvi je most kojim su spojeni Manhattan i Brooklyn, dvije četvrti grada New Yorka (SAD) odvojene morskim tjesnacem zvanim East River.  
Most duljine 1825 m i glavnog raspona od 486 m bio je od završetka gradnje 1883. godine do 1903. najdulji viseći most na svijetu. Glavni projektant bio je John Augustus Roebling, a gradnju mosta završili su njegovi sin i snaha, Washington i Emily Roebling. Raspon čelične rešetkaste grede nalazi mu se na srednjoj visini od 40 m iznad vode, između dvaju vapnenačko-granitnih neogotičkih stupova visine 84 m. Nose ga četiri glavna kabela, potpomognuta čeličnom užadi koso položenom s vrhova stupova. Most se stoga smatra hibridom visećeg i ovješenog mosta.  
Gornja razina mosta ima stazu kojom se pješice ili biciklom može prijeći iz donjeg Manhattana u brooklynska naselja Dumbo i Brooklyn Heights. Do 1944. njime je prometovala nadzemna željeznica, a do 1950. i gradski tramvaj. Dnevno mostom prođe oko 100.000 automobila i 2.500 biciklista.  Zbog povijesti i upečatljivih vizura, most je velika turistička atrakcija. Od 1964. godine nacionalna je povijesna znamenitost Sjedinjenih Država.   
Manhattan s Long Islandom na kojemu je Brooklyn još spaja tunel na samom jugu te mostovi Manhattan i Williamsburg, a onda dalje na sjeveru prema četvrti Queens i Queens–Midtown tunel te most Queensboro.   

## Povijest
Prijedlozi da se mostom povežu tada odvojeni gradovi Brooklyn i New York postojali su još 1800. godine; u to doba, s jedne na drugu obalu East River radnici i robe mogli su prijeći samo trajektima.:24 Projekt mosta kakav je kasnije izgrađen godine 1852. predlaže njemački imigrant John Augustus Roebling; on je dotad već bio izgradio nekoliko manjih mostova u SAD. Godine 1867. senat države New York odobrava izgradnju visećeg mosta, duljeg i višeg od ijednog dotad izgrađenog, s cestom i željezničkim tračnicama od čije bi se mostarine financirala izgradnja, te promenadom za pješake.:32 Nakon što mu na gradilištu 1869. trajekt prignječi stopalo, Roebling umire od tetanusa, a projekt se dodjeljuje njegovu tridesetdvogodišnjem sinu Washingtonu.  
Izgradnja mosta počinje 1870. polaganjem prvog drvenog kesona sa stlačenim zrakom na dno tjesnaca; drugi je keson uronjen 1871. Iz kesona su, stalno izloženi opasnosti od dekompresijske bolesti, dvije stotine radnika dnevno uklanjali sediment sve dok ovi nisu potonuli – istočni 14 m, a zapadni 24 m. U nesreći u jednom od kesona Washington Roebling ostaje paraliziran pa nastavlja projektirati iz svoga stana s pogledom na most, a sav nadzor nad izgradnjom sljedećih jedanaest godina preuzima njegova supruga Emily Warren Roebling.:297 I stotinjak drugih radnika obolijeva od dekompresijske bolesti, a trojica joj podliježu. 
Do ljeta 1872. oba su kesona zapunjena betonom. Zidanje tornjeva na tim temeljima potrajat će sljedeće 4 godine i stajat će života dvanaestoricu radnika. Istovremeno s tornjevima građena su sidrišta za noseće kabele s obje strane kanala. Kabeli su na gradilištu upletani od čelične žice i razvlačeni preko stupova do druge obale; ti su radovi potrajali do jeseni 1878. godine. U proljeće 1879. počinje postavljanje čeličnih prečki koje bi nosile sve planirane prometnice, kosih ovjesa, podnica i dr. Početkom 1883. most je većim dijelom završen. Spektakularnom otvaranju 24. svibnja 1883. nazoče predsjednik Chester A. Arthur te guverner države i budući predsjednik Grover Cleveland. Emily Warren Roebling biva prva osoba koja prelazi most nakon otvaranja, a istog je dana slijedi 150.000 znatiželjnika i 1.800 vozila. Već prvih dana novine javljaju o stotini naplaćenih tramvajskih propusnica u minuti te stotini mostarina za vozila u satu, sve na štetu trajektnog prometa koji naglo gubi na značaju. Niti tjedan od otvaranja, na američki Dan sjećanja, 20.000 ljudi bilo je na mostu kad se pronijela vijest da se most ruši; u nastaloj panici dvanaest ih je poginulo, a trideset teže ozlijeđeno.
 

Konačna cijena mosta godine 1883. bila je 15,5 milijuna dolara, ekvivalent 420 milijuna dolara 2020. Dvije trećine cijene platio je Brooklyn. Do izgradnje susjednog mosta Williamsburg 1903. godine, duljeg tek oko metar, Brooklynski most bio je najdulji viseći most na svijetu, upola dulji od prethodnoga.